# 梨園駅 (北京市)
梨園駅（りえん-えき）は中華人民共和国北京市通州区に位置する北京地下鉄八通線の駅。駅番号はBT11。

## 駅構造

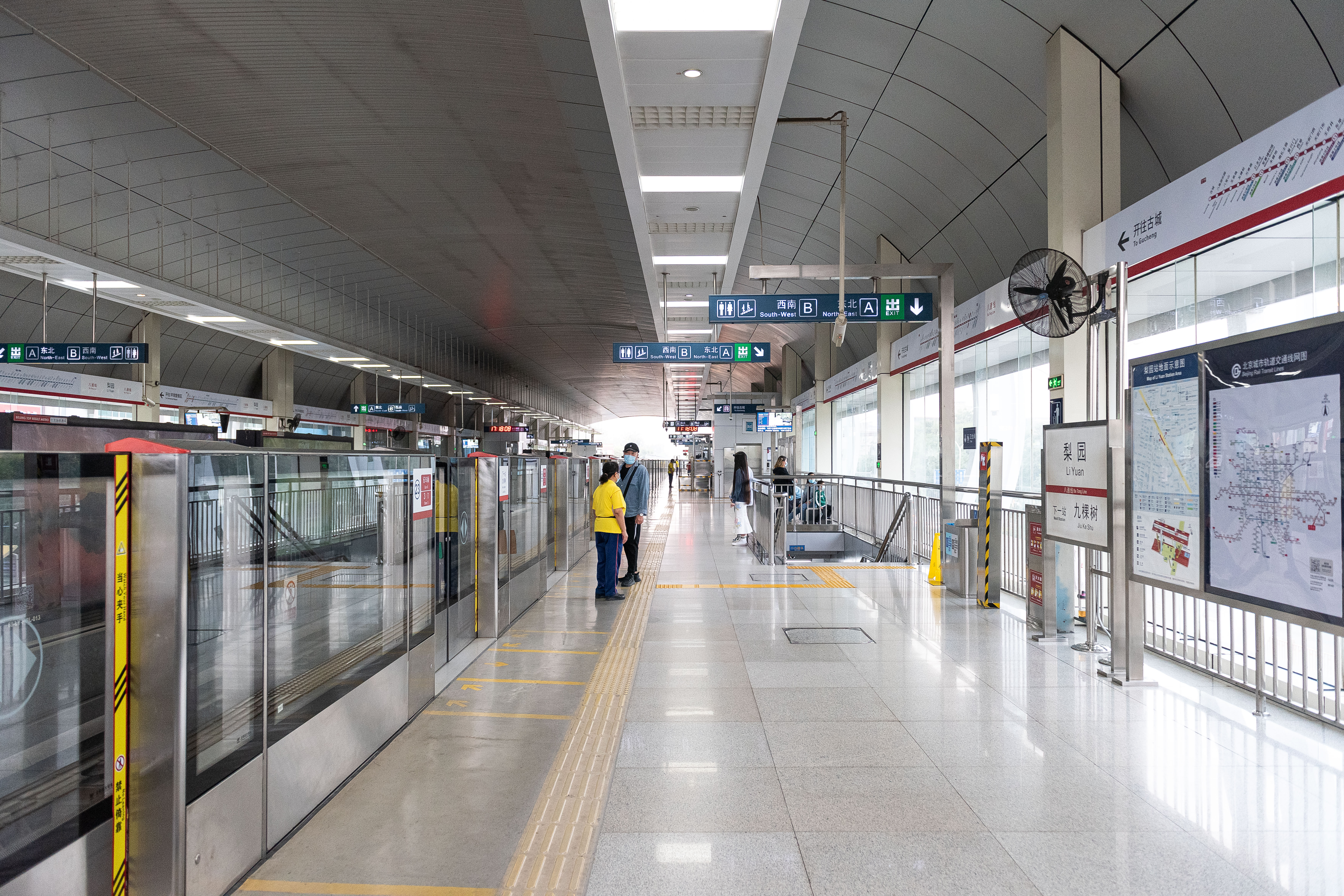
ホーム

相対式ホーム2面2線の高架駅。

## 駅周辺
- 中建二局医院通州門珍部
- 公路局
- 北京中医学校

## 歴史
- 2003年12月27日 - 開業。

## 隣の駅
■北京地下鉄八通線
九棵樹駅 (BT09) - 梨園駅 (BT10) - 臨河里駅 (BT11)